# Musée national d'histoire naturelle de Bulgarie
 (août 2014).
Si vous disposez d'ouvrages ou d'articles de référence ou si vous connaissez des sites web de qualité traitant du thème abordé ici, merci de compléter l'article en donnant les références utiles à sa vérifiabilité et en les liant à la section « Notes et références ».
Le Musée national d'histoire naturelle (en bulgare : Национален природонаучен музей, Natsionalen prirodonauchen muzey, abrégé НПМ, NMNHS) est le musée de rang national de la Bulgarie dans le domaine de l'histoire naturelle. Fondé en 1889, il est situé à Sofia, la capitale du pays. C'est le plus ancien musée de Bulgarie et ses collections sont présentées dans seize salles sur quatre niveaux. Parmi les pièces les plus précieuses figurent la Conure de Caroline (ou Conure à tête jaune) (Conuropsis carolinensis), espèce disparue au début du XXe siècle, et des pierres lunaires.

## Historique
Ses collections ont été constituées à partir de collections privées de papillons, d’oiseaux et de mammifères du prince Ferdinand (souverain bulgare, plus tard proclamé roi, qui gouverna la Bulgarie de 1887 à 1918). En 1907, les collections furent réorganisées l’ornithologue allemand Paul Leverkuhen (qui a vécu et travaillé en Bulgarie de 1892 à 1905), premier directeur du musée. Le musée se trouve dans le bâtiment actuel depuis 1936,.

## Collections

### Minéralogie
Des deux côtés du hall central est exposée la collection de minéraux. Dans une autre salle  est présenté le processus de formation des métaux.

### Oiseaux, amphibiens, poissons, fossiles
Dans les cinq salles du premier étage sont présentés des oiseaux, des amphibiens et des poissons naturalisés, ainsi que des fossiles. Parmi les pièces les plus intéressantes figurent le manchot du Cap (Spheniscus demersus), le cormoran pygmée (Phalacrocorax pygmeus), le vautour moine (Aegypius monachus), la grue du paradis (Anthropoides paradisea). Des espèces rares originaires d’Australie, d’Amérique du Nord et du Sud, d’Asie et d’Afrique : le kiwi d’Owen (Apteryx owenii), le faisan prélat (Lophura diardi), le cacatoès soufré (Cacatua sulphurea) y sont exposés. Une grande partie des amphibiens de Bulgarie et d’ailleurs sont conservés en bocaux.
Dans la salle consacrée aux poissons sont exposées les espèces d’eau douce répandues en Bulgarie et, les espèces typiques de la mer Noire. Des poissons de la Méditerranée et de la mer Rouge sont également représentés. Le musée possède des spécimens rares comme les espèces de poissons ayant la capacité de gonfler (Tetraodon inervis et Diodon hystrix), le poisson aveugle cavernicole (Astyanax jordani), le poisson-chat électrique du Nil (Malapterurus electricus) et beaucoup d’autres,.

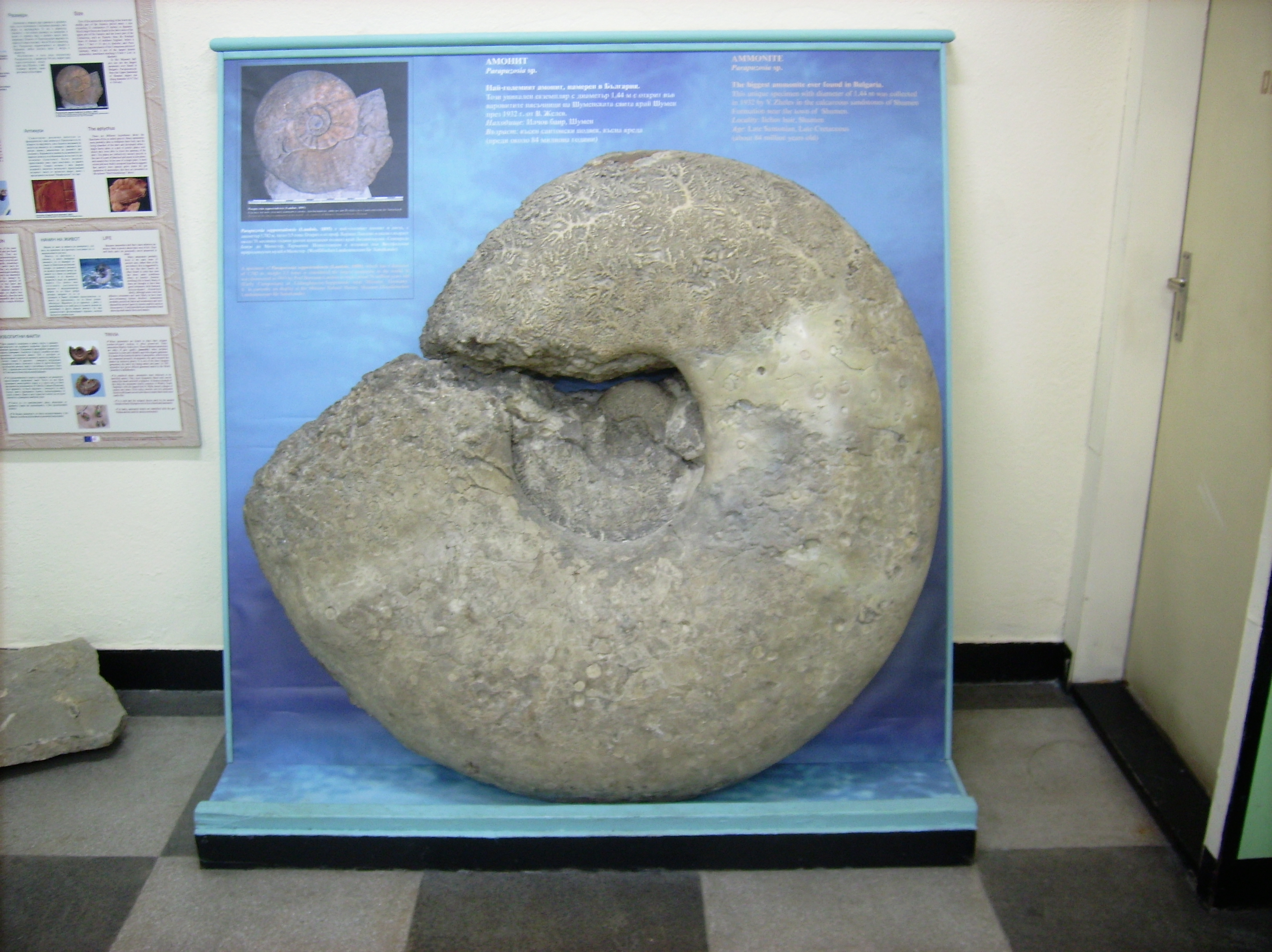
Une ammonite géante Parapuzosia au Muséum de Sofia.

### Paléontologie
Dans le département de paléontologie est exposée la plus grande ammonite trouvée en Bulgarie. Elle a été mise au jour en 1932 sur le plateau de Shumen, son diamètre est de 1,44 m et son âge est estimé à 84 millions d’années.

### Mammifères
Le deuxième étage est entièrement réservé aux mammifères:
- l’ours de Rila, campé sur ses pattes postérieures et mesurant 2 m de haut. Il porte en sautoir la médaille d’or de plus grand ours européen, remportée à l’exposition cynégétique internationale de Berlin en 1937.
- D’autres grands mammifères naturalisés sont également exposés : un ours brun, un tigre dans son milieu naturel, un guépard, une antilope, etc.[2],[3].

### Insectes
Le troisième et dernier étage du musée est consacré aux insectes, exposés dans 20 vitrines, aux gastéropodes marins, aux mollusques et aux plantes médicinales. Les papillons y occupent une large place. On peut y voir également une collection de Rapana veiné.